# Moutnice
Moutnice är en ort i Tjeckien.   Den ligger i regionen Södra Mähren, i den sydöstra delen av landet, 200 km sydost om huvudstaden Prag. Moutnice ligger 193 meter över havet och antalet invånare är 1 139.
Terrängen runt Moutnice är huvudsakligen platt, men söderut är den kuperad.Runt Moutnice är det ganska tätbefolkat, med 111 invånare per kvadratkilometer. Närmaste större samhälle är Brno, 18,7 km nordväst om Moutnice. Trakten runt Moutnice består till största delen av jordbruksmark.